# Prljavo kazalište
Prljavo kazalište (дословно — «Грязный театр») — хорватская рок-группа, основанная в 1977 году. В её состав вошли Ясенко Хоура (гитара), Зоран Цветкович (гитара), Даворин Богович (вокал), Нинослав Храстек (бас) и Тихомир Филеш (ударные). В 1985 году лидер-вокалистом группы стал Младен Бодалец.
Группа трижды получала национальную награду Porin — в 1994 году в номинации «Альбом года» (за альбом Lupi petama…), а в 1998 и 1999 — в номинации «Лучший рок-альбом» (Dani ponosa i slave и S vremena na vrijeme).

## Дискография

### Студийные альбомы
- Prljavo kazalište (1979)
- Crno bijeli svijet (1980)
- Heroj ulice (1980)
- Korak do sna (1983)
- Zlatne godine (1985)
- Zaustavite zemlju (1988)
- Devedeseta (1990)
- Lupi petama... (1993)
- S vremena na vrijeme (1996)
- Dani ponosa i slave (1998)
- Radio Dubrava (2003)
- Moj dom je Hrvatska (2005)
- Tajno ime (2008)
- Možda dogodine (2012)

### Живые альбомы
- Sve je lako kad si mlad (1989)
- Zabranjeni koncert (1994)
- Božićni koncert (1995)
- XX godina (1997)

### Компиляции
- Najveći hitovi (1994)
- Sve je lako kad si mlad (box set; 2001)
- Rock balade (2004)

### Видео
- Prljavo kazalište na Trgu (2003)

### Синглы
- «Televizori» (1978)
- 'Moj je otac bio u ratu" (1979)
- «Moderna djevojka» (1980)
- «Moja djevojka je otišla u armiju» (1986)
- «…Mojoj majci» (1989)
- «Dođi sada Gospode» (1996)

### Other appearances
- Novi punk val (1978)
- ZG Rock Forces (1997)
- Sretno dijete — originalna glazba iz filma (2004)